# جوليا تاتل
جوليا تاتل (بالإنجليزية: Julia Tuttle)‏ هي سيدة أعمال أمريكية، ولدت في 22 يناير 1849 في كليفلاند في الولايات المتحدة، وتوفيت في 14 سبتمبر 1898 في ميامي في الولايات المتحدة.